# مویانو
مویانو (به ایتالیایی: Moiano) یک کومونه در ایتالیا است که در استان بنونتو واقع شده‌است.

## خصوصیات
مویانو ۲۰٫۲۰ کیلومترمربع مساحت و ۴٬۱۱۵ نفر جمعیت دارد و ۲۷۱ متر بالاتر از سطح دریا واقع شده‌است.